# Mariela Baeva
Mariela Velichkova Baeva, née le 22 octobre 1964 à Sofia, est une femme politique bulgare.
Membre du Mouvement des droits et des libertés, elle siège au Parlement européen de 2007 à 2009.